# Hovězí Stroganov
Hovězí Stroganov je masitý pokrm pocházející z ruské kuchyně, který se rozšířil po celém světě. Bývá také označován jako minutkový guláš. Připravuje se z hovězí svíčkové, která se nakrájí na nudličky a zprudka orestuje na oleji, kousky masa se pak prohřejí spolu s cibulí, žampiony, nakládanými okurkami, zakysanou smetanou a rajčatovým protlakem. Podává se horké, jako příloha jsou v Rusku tradiční opékané brambory nebo smažené hranolky, ale používá se také rýže nebo těstoviny. Podle starodávného způsobu podávání se hotový Stroganov polije vodkou nebo koňakem a zapálí.
Jídlo je pojmenováno podle šlechtického rodu Stroganovů. Název se zřejmě poprvé objevuje v kuchařské knize Dárek mladým hospodyňkám z roku 1861, byť recept měl poněkud jednodušší podobu, jako hovězí s masovým vývarem, hořčicí a smetanou. Specialita se stala mezi ruskými majetnými vrstvami velmi oblíbenou a po bolševické revoluci se s emigranty dostala do celého světa. Časem se vytvořila řada krajových verzí, jako je např. ve Švédsku oblíbený Stroganov z místní uzeniny falukorv.